# Wrietreyegraben
Der Wrietreyegraben ist ein Nebenfluss der Tarpenbek in Hamburg-Langenhorn.

## Verlauf
Er beginnt westlich des Samlandweges und verläuft Richtung Westen. Dabei unterfließt er die Straße Papelwisch, Torfstück und Grellkamp. Er verläuft weiter als Straßengraben am Ring 3, wobei er den Uckermarkweg und den Ermlandweg unterfließt. Er unterfließt danach den Ring 3 und durchfließt den Graben im Rothsteinsmoor, danach mündet er in die Tarpenbek. Laut anderen Quellen mündet er in den Graben im Rothsteinsmoor.